# Самохин, Виктор Григорьевич
Виктор Григорьевич Самохин (род. 1929 или 1931) — советский футболист, хоккеист (нападающий).
В футболе играл в 1953 году за дубль московского «Динамо», в классе «Б» за «Горняк» Ленинабад (1954) и «Шахтёр Мосбасс» Бобрик-Гора (1955). В классе «А» выступал за кишинёвский клуб «Буревестник» / «Молдова» (1956—1958 — 22 матча, три гола).
В хоккее играл за «Шахтёр» Донской (1954/55) в классе «Б» и первенстве РСФСР и за «Буревестник» Москва (1956/57, класс «А»).